# スルメイカ
スルメイカ（鯣烏賊、学名：Todarodes pacificus）は、ツツイカ目 - アカイカ科 - スルメイカ亜科のスルメイカ属に分類されるイカ（十腕形類）の一種である。
日本列島沿海を中心とした北太平洋海域に分布し、古来、日本人はこれを食してきた。今日においても最も消費量の多い魚介類である。また、東アジアでは中国北宋時代以降（蘇頌が編纂した『本草図経』の刊行［西暦1061年］以降）もしくは、遅くとも日明貿易以降、日本産のイカとして知られている。

## 名称
現在では、加工後の干物を「するめ（またはスルメ）」と呼び、その材料になる生物、すなわち本種を「スルメイカ」と呼ぶのが普通だが、古くは加工前のイカ自体をも「するめ」と呼んだ。後に干物との呼び分けの必要が生じて、「するめいか」という合成語が使われるようになったと考えられている。なお、平安時代の辞書『和名類聚抄』を見ると、「小蛸魚」の項に訓じて「知比佐岐太古、一云須流米」（ちひさきたこ、するめともいふ）とあり、「するめ」は古くには、さらに異なる意味をもっていたことがうかがわれる。
旬である夏に獲れるスルメイカは「夏イカ」とも呼ばれる。また、春から初夏にかけて獲れるまだ小振りのものを魚市場では「バライカ」、初夏に相模湾など関東周辺で獲れる若く小さなイカ（外套長20cm以下の若齢個体）を「ムギイカ」と言う。
地域により、他にも真イカ、マツイカ、トンキュウ、ガンゼキ、シマメイカ、サルイカ等の名で呼ばれる。
英語名は、Japanese flying squid、Japanese common squid、Pacific flying squid など。中国語名は「太平洋褶柔魚」。また流通上は「北鱿」の俗称がよく使われている。日本語では漢字に「鯣」の字を充てることがある。

## 生物的特徴

### 分類

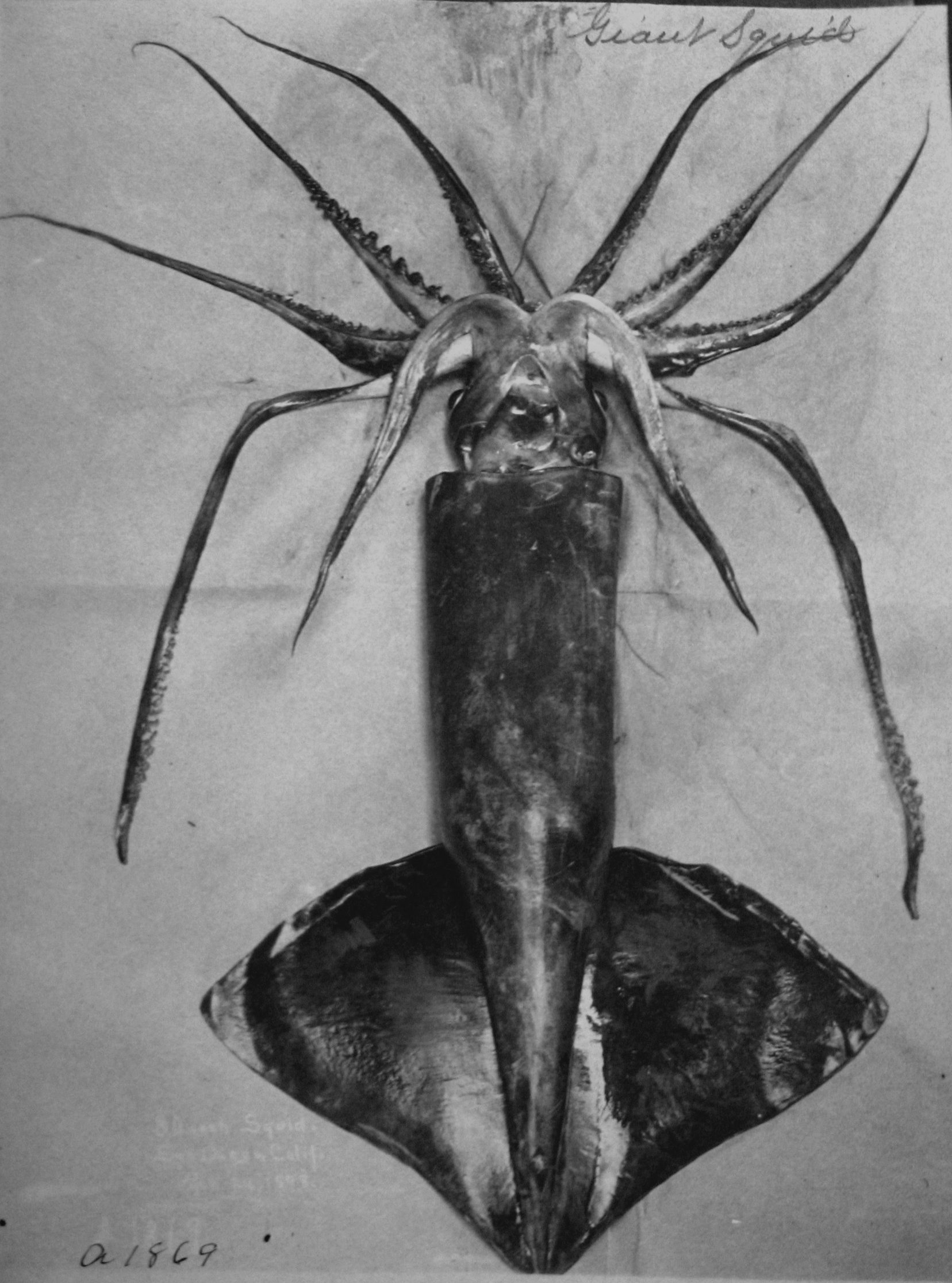
腹側、スルメイカ

- ITIS（統合分類学情報システム）データベースにおける、スルメイカ（種）とその下位分類（亜種）
  - スルメイカ Todarodes pacificus  (Steenstrup, 1880)　※外部リンク
    - Todarodes pacificus pacificus  (Steenstrup, 1880)　※外部リンク
    - Todarodes pacificus pusillus  Dunning, 1988　※外部リンク

### 形態と生態
寿命は約1年であり、外套長約27- 30cm程度にまで成長する。メスが大きく、オスは小さい。外套の先端に三角形のエンペラが一対あり、併せて菱形をなす。ツツイカ目に共通の特徴として、体内に退化した透明で細長い軟甲を持つ。生体の体色は多分に透明色の要素を持つが、興奮時には全体的に赤褐色となる。
水温5- 27℃の間で生息可能であり、比較的上層の海域で暮らす。彼らは小魚などを獲る俊敏な捕食者であるが、同時に、多くの捕食動物の生態を支える被捕食者でもある。生態ピラミッドの中では極めて低次の消費者であり、中型の魚類、鳥類、マッコウクジラ、イルカ類、ヒゲクジラ類、アザラシなどがこれを獲物としている。
日本海沿岸には生まれた時期別に秋・冬・夏の3群があり、そのため同じ時期に違った大きさのスルメイカを獲ることができる。
- 秋生まれの系群：9月から11月にかけて、東シナ海北部から日本海南西部までの沿海にて発生。日本海の沖合を回遊しつつ成長する。日本海での漁獲量の7割を占める。
- 冬生まれの系群：12月から3月にかけて、東シナ海から九州北部までの沿海にて発生。黒潮に乗って太平洋側を回遊し、3群のなかで最も高緯度海域に達するもの。太平洋側での水揚げの多くはこの系群である。
- 春から夏生まれの系群：4月から8月にかけて、日本海本州沿岸から九州沿岸までと、伊豆半島周辺海域にて発生する。資源量は比較的小さい。

幼生は体長1mm程度で、対馬暖流に乗って成長しながら北上する。

### 分布
古来、スルメイカは日本列島周辺の海域に固有の種であり、北はオホーツク海から、日本海・東シナ海にかけての近海の表層・中層に多く生息している。 現在これを漁獲対象としている地域は、主に千島列島・日本列島・朝鮮半島である。また、近年のスルメイカは北に分布域を拡大し、米国アラスカ州からカナダ西部の近海にまで達している。一方、南に目を転じれば、昔は日本から輸入していたベトナムにも及び、今は多数が生息している。なお、外部リンクの#3 に分布図が示されている。

## 漁業
2016年漁期（2016年6月-2017年1月）、北海道では記録的な不漁に陥った。函館市水産物地方卸売市場における取扱量は、記録の残る2001年以降で最低の1,493トン、キロ単価は779円と最高となった。
水産庁によれば、水揚げ量は2000年度から2014年度までは15万 - 30万トンほどで、2015年以降、激減し、2019年4月 - 12月末は2.1万トンで、1951年以降最低だった2018年同期を下回った。

## 食文化

### 近代以前
日本では古代から朝廷への貢ぎ物としてスルメが奉じられてきた。今日でも縁起の良い品であることに変わりは無く、神道における祭儀では神饌として多用される。スルメは、室町時代の日明貿易やその後の南海貿易で、中国や東南アジア向けの日本の重要な輸出品目の一つとされ、それは明治・大正時代まで続いた。

### 漁
現代日本において魚介類消費の多くを占めるイカであるが、そのイカの漁獲の大半をスルメイカで占めている。世界のスルメイカ漁獲量の筆頭は日本であり、最大消費国・最大輸出国ともに日本。そしてその最大輸出先はアメリカ合衆国である。世界におけるスルメイカおよびイカ類の消費の伸びには、寿司の普及が関係している。日本においてスルメイカは、1998年、TAC（漁獲可能量）魚種に指定され、将来的に持続可能な水産資源として管理されている。
旬は夏から秋にかけてであり、夜間集魚灯を点けておびき寄せ、擬似餌（ぎじえ）を使って釣り上げる。また、追い込み漁や小型定置網を使った定置網漁も行われる。なお、昔の漁師達は漁り火（いさりび）などを使っていたが、イカのほうから習性によって押し寄せてくる天然の漁場なども多くあったようである。餌釣りでは 小魚などが用いられる。

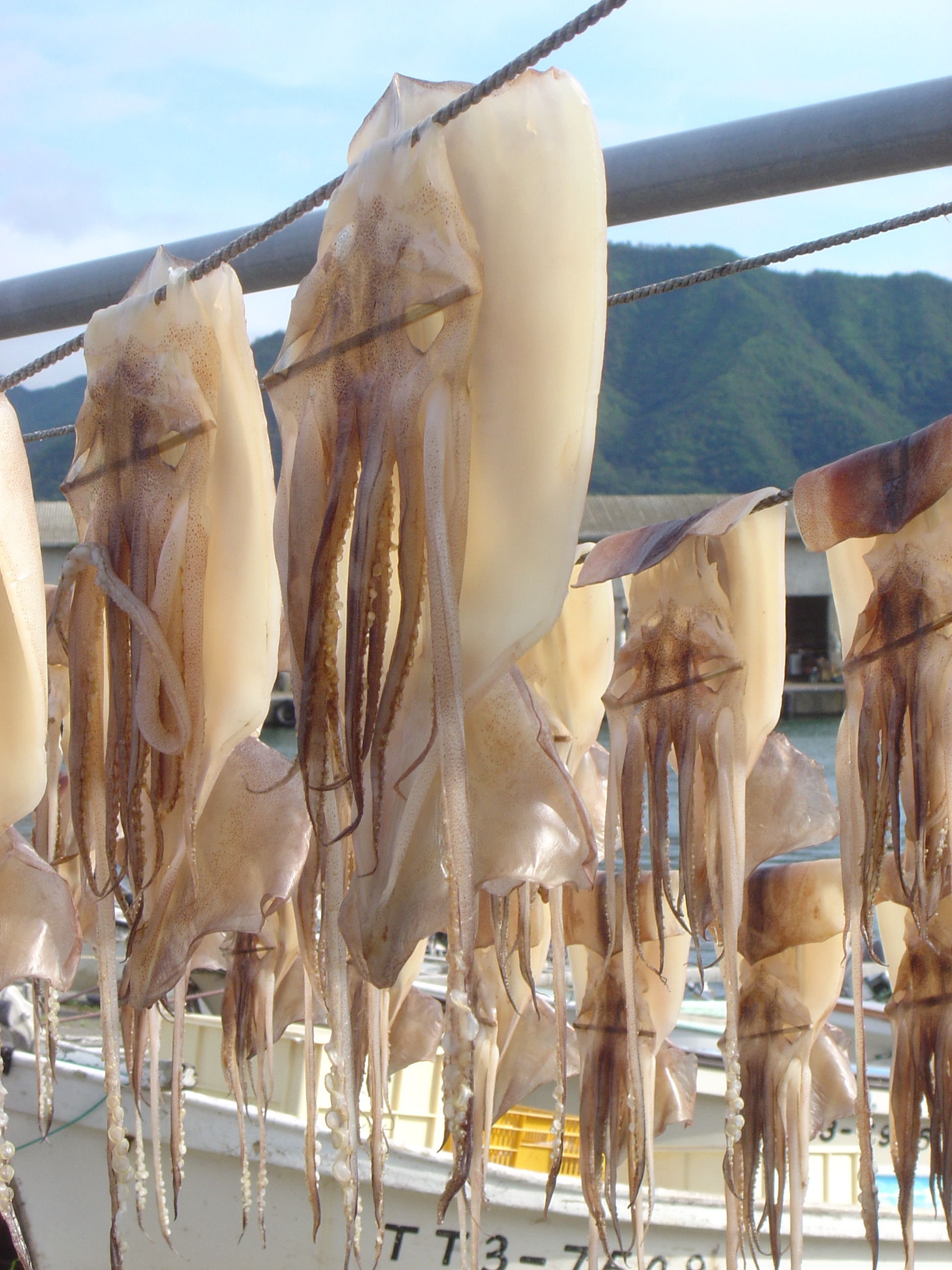
天日干しされるスルメイカ
鳥取県岩美町

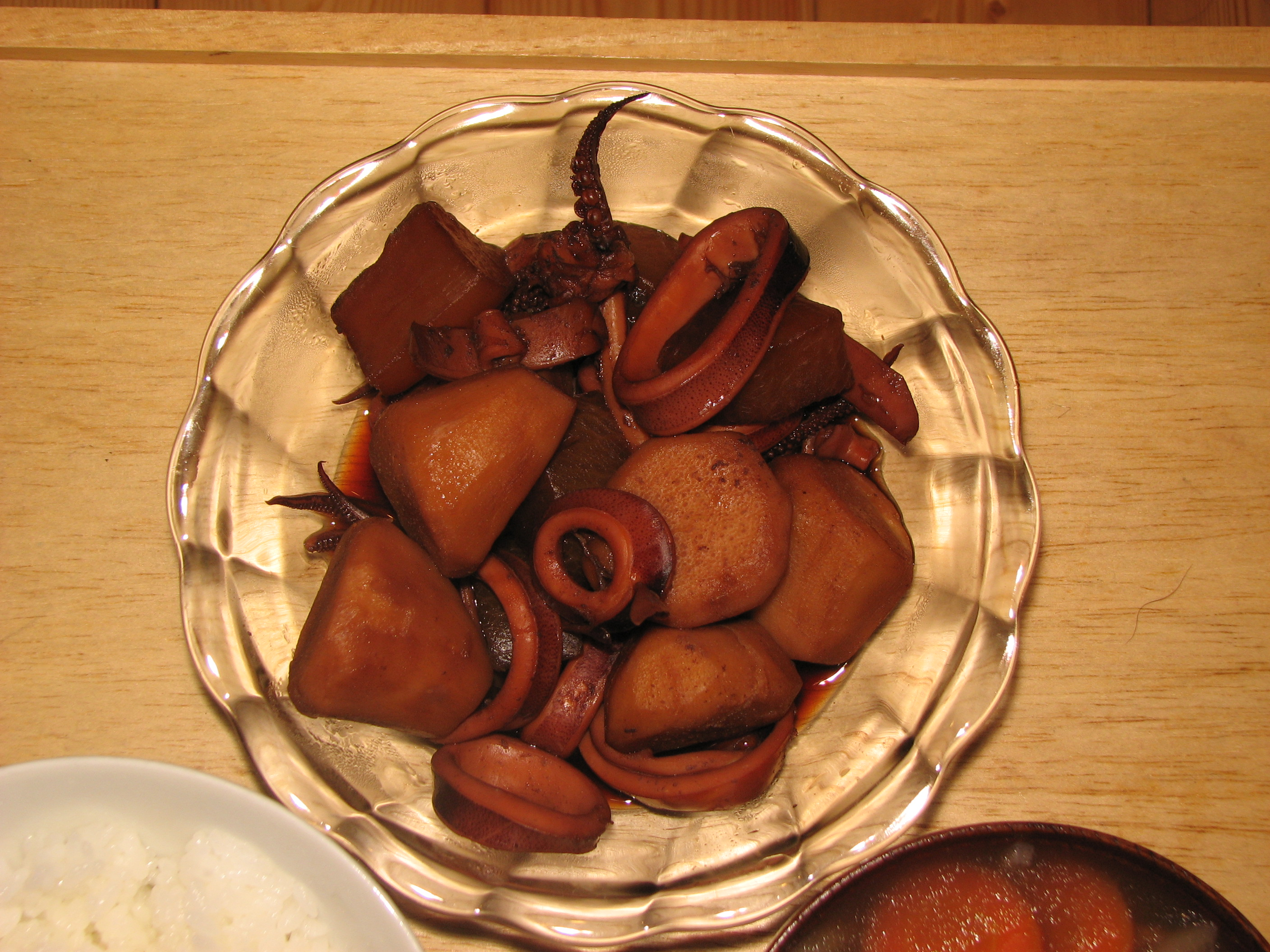
スルメイカとサトイモの煮付け

### 食材
日本で鮮魚として出荷されるイカの中で最も安価であり、そのため、日本人にとっては最も馴染み深いイカである。刺身や寿司、焼き物・煮物に酢の物、天ぷらやその他の揚げ物などのほか、内臓を活かして塩辛でも食される。また、烏賊飯（いかめし）や烏賊そうめん（いかそうめん）なども人気の料理である。「イカ#食材」も参照。
内臓と眼球を取り除き、天日などで干したものを「するめ（鯣）」と言う。ただし、「するめ」はスルメイカに限っての呼称ではなく、高級とされるケンサキイカ、もしくはヤリイカのそれを「一番するめ」と呼び、スルメイカのそれは「二番するめ」と呼ばれる（詳しくは「スルメ#食品としての特徴」を参照）。また、スルメイカは内臓を取り除かず丸干しとしても加工される。塩辛では、能登地方の魚醤である「いしる」の材料として、スルメイカとイワシの内臓が使われている。

### レシピ
焼きイカ
スルメイカを焼いたもの。一般的に醤油味または塩味で食する。ショウガの搾り汁や、おろしたショウガを薬味とすることが多い。
スルメイカとサトイモの煮物
イカは1cm程度の輪切りとし、サトイモは皮をむいて下茹でしておく。
鍋に日本酒とみりんを煮立てて出汁を加え、サトイモとスルメイカを入れて落とし蓋をして煮込み、十分に味を染み込ませる。
肝のホイル焼き
1cm程度の大きさに切ったイカの身に、中腸腺を搾り出したものと味噌、日本酒を少し混ぜ、アルミホイルでくるんだものをオーブンなどで蒸し焼きにしたもの。